# Pietro Ricchi

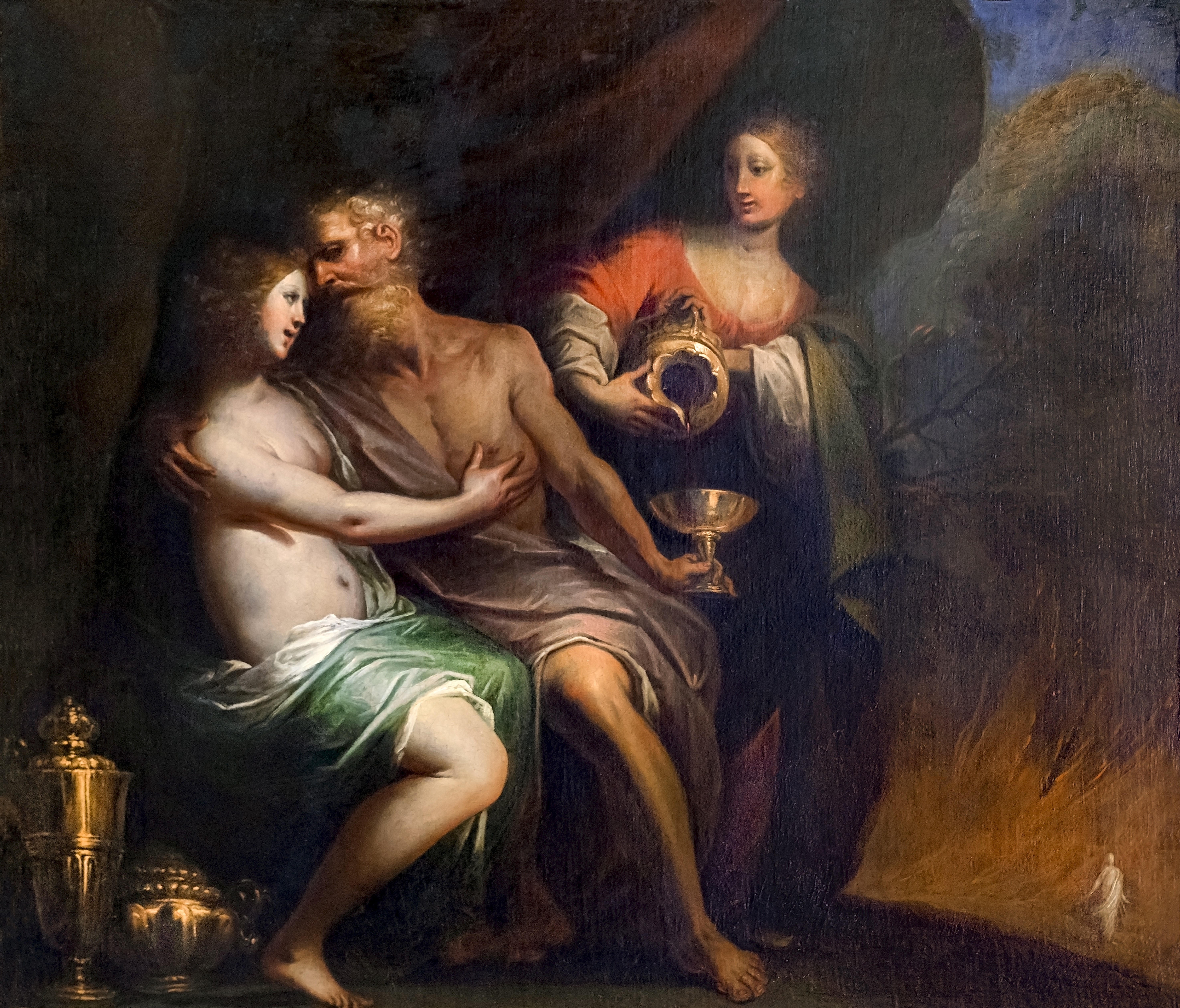
Lot e le sue figlie, pintura de Pietro Ricchi

Pietro Ricchi (* 1606 - † 15 de agosto de 1675) foi um pintor da Itália do período Barroco. Ele nasceu em Luca.
Ele viajou por todo o norte da Itália. Ele era um aluno dos pintores Domenico Passignano e Guido Reni. Pietro pintou um retábulo para a igreja de São Francisco, em Luca.
Ricchi morreu em Udine, em 1675.